# Michio Nishihara Toro
Michio Nishihara Toro (Concepción, 1972) es un pianista chileno-japonés, siendo uno de los más notables de esa colonia en Chile.
Destacan sus presentaciones en el Royal Festival Hall y St. Martin in the Fields en Londres, Teatro Colón de Buenos Aires, Palacio Real de Varsovia, Instituto Internacional de Madrid, Sala Philomuses en París, Museo de Arte Contemporáneo en Estrasburgo, Filarmónica de Breslau, Filarmónica de Lublin, Auditorio de Granada, Sala George Enescu de Bucarest, Sala Witold Lutoslawski de la Radio Nacional Polaca (S1), Sociedad Chopin de Varsovia, Centro de Arte y Technologia “Manggha” en Cracovia, Maly Saal del Conservatorio de Moscú, Academia Franz Liszt en Budapest, Meistersaal en Berlín, Sociedad Rajmáninov de Rusia, Filarmónica de Bydgoszcz, Rajmáninov Saal en Moscú, Sala del Ayuntamiento en Gdansk, Museo Leighton House en Londres, Pavillon Josephine en Estrasburgo, Auditorio Eutherpe en León.
Ha grabado tanto para radio como en registros discográficos. Tiene a su haber dos CDs editados; el primero con obras de Beethoven y Chopin, siendo el segundo Clasicos del siglo XX, con obras de Faure, Granados, Debussy, Mompou, Szymanowski y Skriabin.

## Biografía
Es bisnieto de inmigrantes japoneses que llegaron a Chile en la década de 1910. Nació en la comuna de Concepción, y fue criado en Antofagasta. Realizó sus primeros estudios musicales, primero en su país natal con los profesores Mario Baeza y Jorge Maldonado en el Conservatorio de Antofagasta y, luego, con Óscar Gacitúa Weston en Santiago. Luego cursó sus estudios superiores en Polonia, en la Academia de Música de Bydgoszcz con las profesoras Wieslawa Ronowska y Katarzyna Popowa-Zydroń. Recibió el Máster en Bellas Artes en 1997 y completó su educación formal con estudios de posgrado, ingresando al año siguiente en el Conservatorio Chaikovski de Moscú bajo la dirección de Victor Merzhanov, del cual egresó en el año 2000.
Con una destacada trayectoria internacional, Nishihara ha hecho presentaciones en Inglaterra, Alemania, Francia, España, Italia, Rumania, Hungría, Bélgica, Austria, Polonia, Rusia, Argentina, Perú y Chile.
Así mismo en 2016, en el Conservatorio Plurinacional de Música de La Paz, Bolivia, durante una hora y media interpretó clásicos de Chopin, Schumann, Brahms, Beethoven, entre otros.